# 2014 GE54
2014 GE54 est un objet de la ceinture de Kuiper considéré comme twotino.

## Caractéristiques
2014 GE54 mesure environ 180 kilomètres de diamètre.